# Csákó (település)
Csákó (románul Cicău) település Romániában, Fehér megyében.

## Fekvése
Az Erdélyi-medence középső részén, Fehér megye északi részén található. Északon Oláhlapád és Oláhrákos, nyugaton a kolozs megyei Székelyhidas, délen Alfüged, míg keleten Marosörményes és Miriszló határolja.

## Története
Székely alapítású település, először 1291-ben említik Csakoteluk néven. A 16. század táján románok költöztek a faluba.
Az 1876-os megyerendezésig Aranyosszék részét képezte, majd ezt követően, a trianoni békeszerződésig Torda-Aranyos vármegye Felvinci járásához tartozott. Trianon óta megszakítás nélkül Románia része.

## Lakossága
1910-ben 641 román nemzetiségű lakosa volt.
2002-ben lakossága 200 fő volt, mind románok.

## Látnivalók
- 15. századi ortodox Szent arkangyalok templom